# Sanahin
Samostan Sanahin (armenski: Սանահին վանք) je samostan Armenske apostolske Crkve iz 10. stoljeća u današnjoj armenskoj pokrajini Lori. "Sanahin" na armenskom doslovno znači "ovaj je stariji od onog", vjerojatno aludirajući kako je stariji od obližnjeg samostana u selu Haghpatu. Ova dva samostana imaju mnogo zajedničkih odlika poput činjenice da su oba smještena na visoravni ispresjecanoj klancima bivših rijeka, poput onog današnje rijeke Debed, te da su njihove građevine skladno uklopljene u planinski krajolik.
On je, zajedno sa samostanom Haghpatom, upisan na UNESCO-ov popis mjesta svjetske baštine u Aziji i Oceaniji 1996. godine, kao "remek-djelo vjerske arhitekture i važno obrazovno središte u srednjem vijeku". 
Samostan je više puta oštećen: potresom 1130. (nakon čega je obnovljen pedestak godina kasnije), i više puta u osvajačkim pohodima raznih vojski (Seldžuci 1105., Mongoli 1241.), te velikim potresom 1988. godine. No, veći dio samostana još uvijek stoji bez velikih promjena od izvornog oblika. Zbog čega postaje sve posjećenijim turističkim mjestom.

## Odlike
Građevine su organizirane u dvije kvadratične osi s pročeljima okrenutima prema zapadu. Katedrala iz 10. stoljeća je posvećena Kristu Otkupitelju (Amenaprkič, slika desno) i ima tlocrt upisanog križa sa središnjom kupolom polukružne osnove na kvadratičnim nosačima. Kupola je okružena s dvokatnim sakristijama ili kapelama. Na zapadu se nalazi gavit na četiri stupa iz 1181. godine koji ima tlocrt križa upisanog u kvadrat. Ovo je najraniji primjer ovakvog tipa građevine koja se zasniva na narodnoj armenskoj kući koja je imala kvadratičan tlocrt s četiri stupa unutra koji su nosili uzdignuti krov, te je prolaz između višeg i nižeg krova služio kao dimnjak središnjeg ognjišta.
Crkva Bogorodice (Astvacacin) se nalazi na sjeveru kompleksa i povezana je s katedralom nadsvođenim prolazom i ona je najstarija građevina kompleksa. Izgradili su je 934. godine monasi koji su pobjegli iz Bizanta.
Velika knjižnica (skriptorij) iz 1063. godine ima kvadratičan plan i križne svodove, te deset niša različitih veličina u kojima su spremane knjige. Na jugoistočnom kutu knjižnice nalazi se mala crkva posvećena Sv. Grguru Prosvjetitelju.
Akademija Gregorijanskih magistara iz 11. stoljeća se nalazi između dvije velike crkve. Ona ima duboke niše na zidovima i veoma je osvijetljena neobičnim svjetlom.
Na groblju koje se nalazi jugistočno nalazi se, između opstalih, i grobnica Zakarijanskih kneževa. Oko samostana se nalazi i veliki broj sjajnih hačkara (kamenih križeva) iz oko 11. do 13. stoljeća, ali i biskupskih grobnica.

## Galerija
- Kapela sv. Grgura
- Unutrašnjost Gospine crkve
- Kačkar ispred samostana
- Samostanska knjižnica
- Stranica iluminiranog rukopisa "Brevijar himni" iz 16. st.

## Poveznice
- Ečmijazdinska katedrala
- Armenska umjetnost

## Vanjske poveznice
- Sanahin na Armenica.org
- Armeniapedia.org: Fotografije Sanahina Posjećeno 4. ožujka 2011.